# Алексеев, Леонид Андреевич
Леонид Андреевич Алексеев (25 октября 1915 — 16 декабря 1980) — российский сценограф

, заслуженный деятель искусств РСФСР (1958).

## Биография
В 1940 г. окончил Саратовское художественное училище. Работал в театрах Петропавловска-на-Камчатке, Прокопьевска, в Хакасском драматическом театре (Абакан). С 1961 г. — в Стерлитамакском театре.

## Оформил спектакли
- «Гамлет» (1962) У. Шекспира,
- «Много шума из ничего» (1965) У. Шекспира,
- «Ромео и Джульетта» (1967) У. Шекспира,
- «Бесприданница» А. Н. Островского (1969),
- «Ивушка неплакучая» М. Алексеева (1978),
- «Мы, нижеподписавшиеся» А. И. Гельмана (1979),
- «Соловьиная ночь» В. И. Ежова (1980),
- «Тринадцатый председатель» А. X. Абдуллина (1980).